# Jan Baxant
Jan Baxant (Karlovy Vary, 8 ottobre 1948) è un vescovo cattolico ceco, dal 23 dicembre 2023 vescovo emerito di Litoměřice.

## Biografia
È nato a Karlovy Vary il 8 ottobre 1948.
Dopo l'esame di maturità è entrato nel seminario diocesano di Litoměřice ed è ordinato sacerdote il 23 giugno 1973 dal vescovo František Tomášek.
Ha ricoperto diversi incarichi: amministratore della parrocchia di Sant'Antonio, Praha-Holešovice, vicerettore e poi rettore del seminario metropolitano di Praha; parroco prima a Kolìn e poi nella parrocchia della Madre di Dio presso Tyn, Praha.
Nel 2003 è nominato vicario generale di České Budějovice.

### Ministero episcopale
Il 4 ottobre 2008 papa Benedetto XVI lo ha nominato vescovo di Litoměřice.
Ha ricevuto l'ordinazione episcopale nella cattedrale di Santo Stefano a Litoměřice il 22 novembre 2008 dal cardinale Miloslav Vlk, co-consacranti l'arcivescovo Diego Causero, nunzio apostolico nella Repubblica Ceca, e il vescovo di České Budějovice Jiří Paďour.

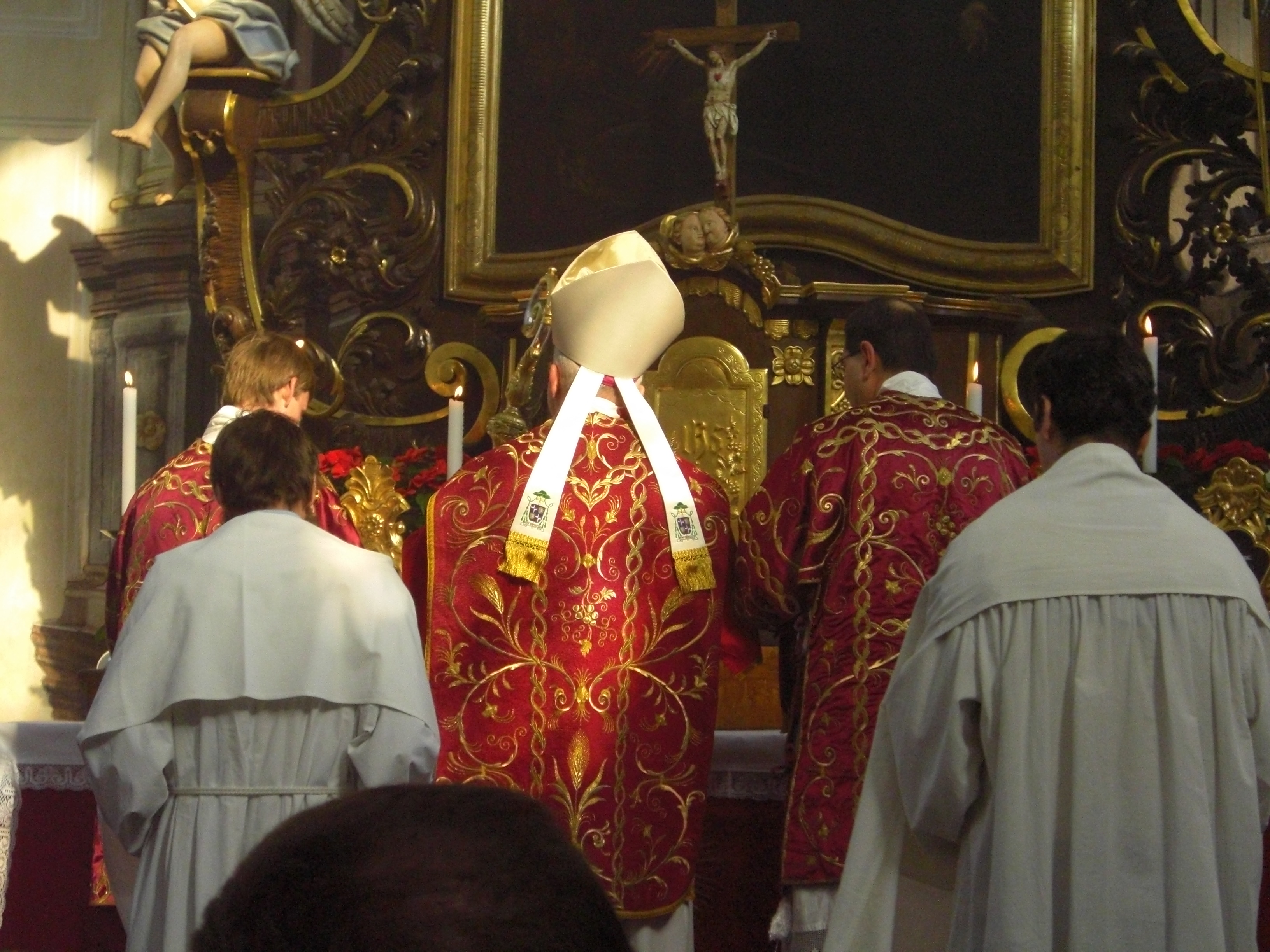
Mons. Baxant mentre celebra la Santa Messa con il messale del 1962 (25 aprile 2009)

Nell'aprile 2009 ha celebrato la santa Messa tridentina.
Nel 2012 è stato scelto da papa Benedetto XVI come ispettore presso l'arcidiocesi di Trnava (Slovacchia) per verificare la fondatezza delle accuse di cattiva amministrazione dei beni diocesani e di infedeltà alla dottrina cristiana da parte dell'allora arcivescovo Róbert Bezák, il quale venne poi sollevato dalla propria responsabilità pastorale il 2 luglio 2012.
Sempre nel 2012 ha rappresentato la Chiesa ceca alla XIII assemblea generale ordinaria del Sinodo dei vescovi dove ebbe a dire che, nei decenni del post-comunismo, l'evangelizzazione e il recupero delle radici cristiane nazionali riceve un impulso significativo dalle istituzioni educative e scientifiche promosse dalla chiesa cattolica locale.
A fine anno ha avuto una certa rilevanza la sua presa di posizione pubblica contro la registrazione nella Repubblica Ceca della pillola RU-486 che Baxant, anche in qualità di presidente del Consiglio per la Sanità Pubblica della Conferenza episcopale ceca, giudicava eticamente inaccettabile con la motivazione che il medicinale non è uno strumento contraccettivo ma provoca invece l'espulsione del feto con il conseguente aborto.
Nel 2014 papa Francesco, in risposta ad un appello al Vaticano presentato da Baxant, ha inviato un consistente aiuto finanziario per alleviare i problemi delle popolazioni della diocesi di Litoměřice colpite dall'alluvione dell'anno precedente.
Il 23 dicembre 2023 papa Francesco ha accolto la sua rinuncia al governo pastorale della diocesi, presentata per raggiunti limiti di età; gli è succeduto Stanislav Přibyl, segretario della Conferenza episcopale ceca.

## Genealogia episcopale
La genealogia episcopale è:
- Cardinale Scipione Rebiba
- Cardinale Giulio Antonio Santori
- Cardinale Girolamo Bernerio, O.P.
- Arcivescovo Galeazzo Sanvitale
- Cardinale Ludovico Ludovisi
- Cardinale Luigi Caetani
- Cardinale Ulderico Carpegna
- Cardinale Paluzzo Paluzzi Altieri degli Albertoni
- Papa Benedetto XIII
- Papa Benedetto XIV
- Papa Clemente XIII
- Cardinale Marcantonio Colonna
- Cardinale Giacinto Sigismondo Gerdil, B.
- Cardinale Giulio Maria della Somaglia
- Cardinale Carlo Odescalchi, S.I.
- Cardinale Costantino Patrizi Naro
- Cardinale Lucido Maria Parocchi
- Papa Pio X
- Papa Benedetto XV
- Papa Pio XII
- Arcivescovo Saverio Ritter
- Cardinale Josef Beran
- Arcivescovo Josef Karel Matocha
- Cardinale František Tomášek
- Vescovo Antonín Liška, C.SS.R.
- Cardinale Miloslav Vlk
- Vescovo Jan Baxant